# 康乃爾大學文理學院
康乃爾大學文理學院（英語：Cornell University College of Arts and Sciences）是康乃爾大學的一個學院。它在本校成立之初就一直存在（雖然名字幾經變更）。它提供學士、碩士和博士學位。它的主教學樓包括藝術樓（Arts Quad）和其他本校最古老的教學樓。本學院提供康乃爾大學最多的專業和課程，同時招收最多的本科生。

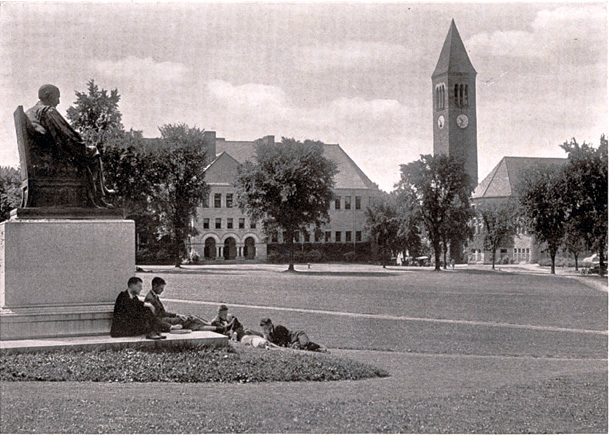
1919年的藝術樓

## 專業
- 非洲研究
- 美国研究
- 人类学
- 考古学
- 亚裔美国研究
- 亚洲研究
- 天文学/天体物理学
- 生物学
- 生物与社会专业
- 化学与化学生物学
- 中国与亚太研究
- 经典
- 认知研究
- 大学学者计划
- 比较文学
- 计算机科学
- 地球与大气科学
- 经济学
- 英语
- 女权主义、性别与性研究
- 德国研究
- 政府
- 历史
- 艺术史
- 人类生物学
- 独立专业
- 信息科学
- 犹太研究
- 约翰·奈特学科学科研究所
- 拉丁美洲研究
- 拉美裔研究
- 女同性恋、男同性恋、双性恋和变性研究
- 语言学
- 数学
- 中世纪研究
- 现代欧洲研究方向
- 音乐
- 近东方研究
- 哲学
- 物理
- 心理学
- 宗教研究
- 罗曼研究
- 俄语
- 科学技术研究
- 人文社会
- 社会学
- 戏剧、电影和舞蹈
- 视觉研究本科专业

## 外部連結
- 官方网站

42°26′57″N 76°29′1″W / 42.44917°N 76.48361°W